# Sammy Cahn
Sammy Cahn, rodným jménem Samuel Cohen, (18. června 1913 – 15. ledna 1993) byl americký textař. Narodil se v New Yorku jako jediný syn židovských přistěhovalců z Haliče. Je autortem textů k muzikálu Walking Happy (hudbu složil Jimmy Van Heusen), který byl roku 1966 představen na Broadwayi. V roce 1983 byl uveden do Songwriters Hall of Fame. Zemřel na srdeční selhání ve věku 79 let. Pohřben byl na Westwood Village Memorial Park Cemetery. Jeho synem byl kytarista Steve Khan.